# Червениця коло Сабинова
Червениця коло Сабинова (словац. Červenica pri Sabinove) — село в Словаччині, Сабіновському окрузі Пряшівського краю.
Вперше згадується у 1278 році.
В селі є римо-католицький костел, первісно готичний, приблизно у 1600 році перебудований в стилі ренесансу.

## Географія
Розташоване в північно-східній частині Словаччини в середині Шариської долини в долині Ториси. Протікає Мильпошський потік.

## Населення
| Рік:            | 1994. | 2004.    | 2014.   | 2024.    |
| --------------- | ----- | -------- | ------- | -------- |
| Кількість осіб: | 711   | 788      | 846     | 969      |
| Різниця:        |       | +10,82 % | +7,36 % | +14,53 % |

| Рік:            | 2023. | 2024.   |
| --------------- | ----- | ------- |
| Кількість осіб: | 965   | 969     |
| Різниця:        |       | +0,41 % |

В селі проживає 825 осіб.
Національний склад населення (за даними останнього перепису населення — 2001 року):
- словаки — 99,18 %,
- чехи — 0,82 %,

Склад населення за приналежністю до релігії станом на 2001 рік:
- греко-католики — 5,90 %,
- римо-католики — 93,14 %,
- не вважають себе вірянами або не належать до жодної вищезгаданої конфесії — 0,96 %